# Polyxenus chalcidicus
Polyxenus chalcidicus är en mångfotingart som beskrevs av Bruno Condé och Nguyen Duy-Jacquemin 1971. Polyxenus chalcidicus ingår i släktet Polyxenus och familjen penseldubbelfotingar. Inga underarter finns listade i Catalogue of Life.